# Casse-tête numériques et logiques
 (mars 2023).
Si vous disposez d'ouvrages ou d'articles de référence ou si vous connaissez des sites web de qualité traitant du thème abordé ici, merci de compléter l'article en donnant les références utiles à sa vérifiabilité et en les liant à la section « Notes et références ».
Les casse-tête numériques et logiques sont des casse-tête, relevant des mathématiques récréatives, qui consistent à résoudre un problème déroutant, où des informations semblent manquer, et dont la résolution peut être faite grâce au calcul, la logique et/ou l'observation fine de l'énoncé.

## Exemple de casse-tête numérique
En remplaçant chaque lettre par un chiffre différent, sauriez-vous donner un sens à l'addition :
SEND + MORE = MONEY ?
Ce type de casse-tête numérique est appelé cryptarithme.

## Exemple de casse-tête logique
Sur une île isolée vivent 100 pêcheurs. Certains ont les yeux rouges, d'autres ont les yeux bleus, mais ce sujet étant tabou ici, personne ne connait sa couleur d'yeux (mais chacun voit la couleur des yeux de tous les autres).
Le 1er janvier, leur chef leur annonce qu'à partir de ce jour, ceux qui savent qu'ils ont les yeux rouges devront partir au cours de la nuit suivante, et qu'il y a au moins un pêcheur aux yeux rouges parmi eux.
À quelle date, si elle existe, tous les pêcheurs aux yeux rouges seront-ils partis, en supposant qu'ils sont tous obéissants et parfaitement logiques (et qu'au départ, il y a effectivement au moins un pêcheur qui a les yeux rouges) ?